# Lampasas County
Lampasas County är ett administrativt område i delstaten Texas, USA, med 19 677 invånare (2010). Den administrativa huvudorten (County Seat) är Lampasas.

## Geografi
Enligt United States Census Bureau har countyt en total area på 1 849 km². 1 844 km² av den arean är land och 5 km² är vatten.

### Angränsande countyn
- Hamilton County - norr
- Coryell County - nordost
- Bell County - sydost
- Burnet County - söder
- San Saba County - väster
- Mills County - nordväst